# 일본국 정부 전용기

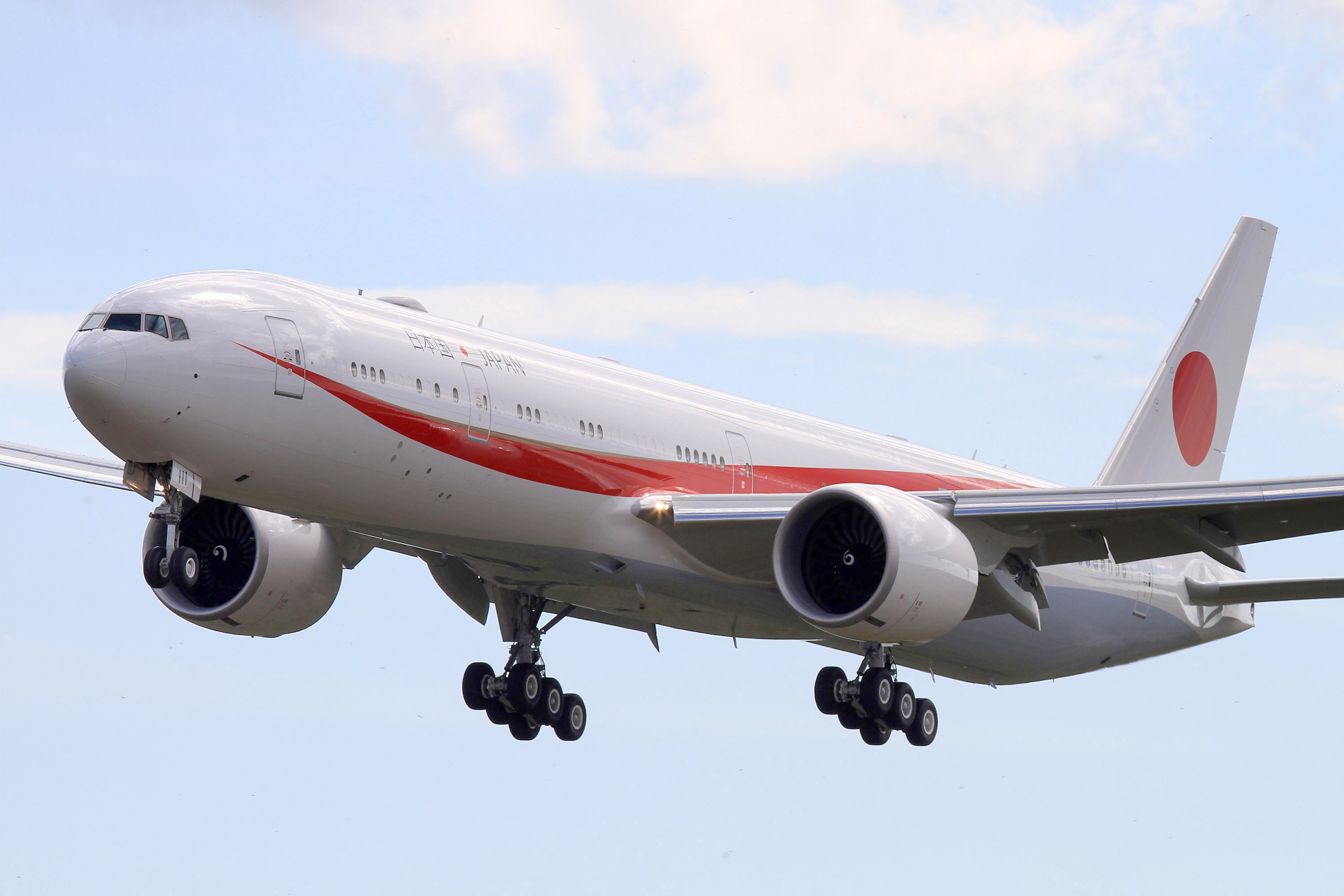
일본국 정부 전용기

일본국 정부 전용기(日本国政府専用機)는 일본 정부가 소유하고 있는 항공기이다. 영문명으로는 "Japanese Air Force One"이며, 보유중인 항공기는 보잉 777-300ER만 2대 보유한다. 1991년부터 보잉 747-400을 전용기로 사용하였으나, 보잉 747을 제일 먼저 도입할 때에는 어퍼데크는 프라이버시를 보호하기 위해 창문이 어퍼데크 메인 도어를 기준으로 후방부에만 창문이 표시되어 있으며, 꼬리 부분에는 일본항공 특유의 로고와는 다르게 일장기를 기초로 둔다. 일본국 정부 전용기는 초기 도입분인 보잉 747-400과 현재의 보잉 777-300ER 모두 제너럴 일렉트릭 엔진만 장착하였으며, 초기 도입분 2대에는 GE CF6-80 엔진 4개가 장착하였고, 2차 도입분 2대에는 제너럴 일렉트릭 GE90 엔진 2대만 장착되어 있고, 항공기 정비는 보잉 747로 운용하던 시절에는 일본항공에서 위탁하였고, 현재 보유중인 보잉 777-300ER 2대에 한하여 전일본공수에서 정비 위탁 권한을 가지고 있다.

## 같이 보기
- 정부 전용기(영어판)
- 내각총리대신 전용 차량(일본어판)
- 에어 포스 원